# Xã Fairfax, Quận Linn, Iowa
Xã Fairfax (tiếng Anh: Fairfax Township) là một xã thuộc quận Linn, tiểu bang Iowa, Hoa Kỳ. Năm 2010, dân số của xã này là 3.533 người.